# Кордон (Тюменская область)
Кордон — посёлок в Вагайском районе Тюменской области, входит в состав Первомайского сельского поселения.

## География
Посёлок находится недалеко от реки Вагай на берегу озера Шугорово.

## Население
| 2010 |
| ---- |
| 0    |